# Hofstra University Soccer Stadium
O Hofstra University Soccer Stadium é um estádio específico para futebol com capacidade de 1.600 lugares no campus da Universidade Hofstra em Hempstead, Nova York. Faz parte do complexo esportivo da Universidade Hofstra. Inaugurado em 2003, o campo é sede dos times de futebol masculino e feminino do Hofstra Pride. 
O estádio também é utilizado pelo Long Island Rough Riders em seus jogos em casa pela USL League Two.

## História
O estádio sediou a primeira rodada dos jogos do Torneio de Futebol Masculino da Divisão I da NCAA em 2005, 2006 e 2015. 